# Corydalis erdelii
Corydalis erdelii är en vallmoväxtart. Corydalis erdelii ingår i släktet nunneörter, och familjen vallmoväxter.

## Underarter
Arten delas in i följande underarter:
- C. e. erdelii
- C. e. nariniana
- C. e. aragacica